# Eric Rideal
Sir Eric Keightley Rideal (* 11. April 1890 in  Sydenham (London); † 25. September 1974 in West-Kensington, London) war ein britischer Chemiker. Er befasste sich mit Physikalischer Chemie, Kolloidchemie, Oberflächenchemie und Katalyse.

## Leben
Er war der Sohn des Chemikers Samuel Rideal (1863–1929), bekannt für einen nach ihm und J. T. Ainslie Walker benannten Test für Wasserdesinfektion. Er studierte ab 1907 mit einem Stipendium an der Universität Cambridge (Trinity Hall) mit dem Bachelor-Abschluss 1910 und dann in Aachen und an der Universität Bonn, an der er 1912 bei Richard Anschütz promoviert wurde. Danach hatte er ein eigenes Labor, arbeitete auf dem Arbeitsgebiet seines Vaters und war 1913 zur Wasseranalyse in Ecuador. Er diente im Ersten Weltkrieg bei den Artists Rifles und 1916 an der Somme bei den Royal Engineers (in der Wasserversorgung), wurde aber krank und forschte dann den Rest des Kriegs über Katalyse am University College London (unter Frederick G. Donnan), worüber auch 1919 ein Buch von ihm und Hugh Stott Taylor erschien. 1919 war er Gastprofessor an der University of Illinois at Urbana-Champaign und war dann Lecturer für Physikalische Chemie in Cambridge, wo er 1930 Professor für Kolloidchemie und -physik wurde. Er gründete dort das Labor für Kolloidwissenschaften.
1936 musste er sich einer Operation wegen Dickdarmkrebs unterziehen, weshalb er auf die Kandidatur für den 1937 vakanten Lehrstuhl für Physikalische Chemie in Cambridge verzichtete.
1946 bis 1949 war er Professor für Chemie an der Royal Institution und Direktor des Davy-Faraday-Labors und 1950 bis zur Emeritierung 1955 am King’s College London. Danach war noch Research Fellow am Imperial College London und schrieb ein weiteres Buch über Katalyse.
Der Eley-Rideal-Mechanismus der Katalyse ist nach ihm und D. D. Eley benannt.
1945 erhielt Rideal den Liversidge Award der Royal Society of Chemistry, 1951 die Davy-Medaille. Im selben Jahr hielt er die Bakerian Lecture (On reactions in monolayers). 1951 wurde er für Dienste im Zweiten Weltkrieg für das Ministry of Supply (er forschte über Brennstoffe, Explosivstoffe u. a.) als Knight Bachelor geadelt und 1918 wurde er für Dienste im Ersten Weltkrieg als Member in den Order of the British Empire aufgenommen. Er war ab 1930 Fellow der Royal Society. 1947 gab er die Christmas Lectures der Royal Institution über chemische Reaktionen. Rideal war mehrfacher Ehrendoktor (Bonn, Turin, Belfast, Birmingham, Brunel University, Dublin). 1938 bis 1945 war er Präsident der Faraday Society, 1945/46 der Society of Chemical Industry und 1950 bis 1952 der Chemical Society.
Er war einer der Gründer und Herausgeber der Zeitschrift Advances in Catalysis.
Zu seinen Schülern gehörten C. P. Snow, der ihn in einigen Romanen darstellte, und der Nobelpreisträger Ronald G. W. Norrish.

## Schriften
- mit Hugh Stott Taylor: Catalysis in theory and practice. Macmillan, 1919 (Digitalisat).
- Industrial Electrometallurgy. Van Nostrand, 1919.
- Ozone, Constable & Company. 1920 (Digitalisat).
- mit Melville: The chemistry of high polymers and surface chemistry. 1950.
- An introduction to surface chemistry. Cambridge University Press 1926 (Digitalisat).
- mit John Tasman Davies: Interfacial Phenomena. Academic Press, 1963.
- Concepts in Catalysis. Academic Press, 1968.